# مايكل لافيرتي
مايكل لافيرتي (بالإنجليزية: Michael Laverty) مواليد 7 يونيو 1981، هو متسابق دراجات نارية بريطاني. نافس في بطولة العالم للسوبرسبورت وبطولة العالم للموتو جي بي.

## وصلات خارجية
- مايكل لافيرتي على موقع MotoGP.com (الإنجليزية)
- مايكل لافيرتي على موقع WorldSBK.com (الإنجليزية)

- الموقع الإلكتروني